# Absolutely Sweet Marie
«Absolutely Sweet Marie» (en español, "Absolutamente dulce María") es una canción compuesta por el cantante estadounidense Bob Dylan. Fue incluida en el álbum Blonde on Blonde, editado el 16 de mayo de 1966.

## Composición
La canción contiene la famosa frase «To live outside the law you must be honest» ("Se debe ser honesto si se vive fuera de la ley"). El escritor Jonathan Lethem hace notar que existe una frase muy similar en el film policiaca The Lineup (1958): «When you live outside the law, you have to eliminate dishonesty» ("Cuando vives fuera de la ley, debes eliminar la deshonestidad") y que Dylan "la oyó…, la modificó un poco, y la insertó en el texto de su canción".